# Sheep
Sheep (englisch für „Schaf“ bzw. „Schafe“) ist ein Lied der britischen Rockband Pink Floyd, das 1977 auf dem Konzeptalbum Animals erschienen ist. Ursprünglich 1974 komponiert, hieß das Stück zuvor Raving and Drooling (dt.: „Wütend und Sabbernd“).
Der Song ist in der Studioversion 10:25 Minuten lang.
Sheep wurde in die 1981 bzw. 2001 erschienenen Best-of-Alben A Collection of Great Dance Songs und Echoes: The Best of Pink Floyd aufgenommen.

## Titelgeschichte
Sheep wurde in Gestalt seiner Urfassung als Raving and Drooling bereits 1974 von Roger Waters geschrieben und bei Pink Floyd-Konzerten desselben Jahres live gespielt. Aus dem zugrundeliegenden Material entwickelte Waters einen strukturell bewusst einfach gehaltenen und eingängigen Song, insoweit ähnlich den Stücken Time oder Money, die 1973 auf dem Album The Dark Side of the Moon erschienen waren.
Musikalisch beginnt der Song mit einer Suggestion. Ein beschwichtigendes und wohlklingendes E-Piano, das mittels Bebung unendlichen Frieden auf einer Schafweide vermittelt, lullt den Hörer ein. Dass die Schlachtbank wartet, kann man nicht erahnen. Autor Roger Waters singt den Text des in e-Moll gehaltenen, melodischen Songs. Wenig auffällig ist das Schlagzeug von Nick Mason, der frei von Spitzen und besonderer Tiefe spielt. David Gilmours Gitarre und Richard Wrights Orgelspiel passen sich der Aufgabe an, in gedämpfter Art und Weise die aufregenden Botschaften Waters’ zu begleiten.
Textlich lehnte sich Waters erkennbar an George Orwells Roman Farm der Tiere an. Er reduzierte menschliche Gemeinschaftsformen auf drei kategoriale Typen, die Hunde (Dogs), Schweine (Pigs) und Schafe (Sheep). Den stupiden Typ geben die Schafe (Sheep) ab, stellvertretend für Menschen, die kleinlauten Gehorsam und unbedachte Widerstandslosigkeit pflegen, weil sie sich unterjocht fühlen und letztlich deshalb ins Verderben stürzen, weil sie weder links noch rechts nach Auswegen suchen. Waters nimmt dabei einen zudem marxistischen Blickwinkel ein, dahin dass auf den Schafen die Doktrin organisierter „Religion“, als Opium fürs Volk lastet. Neben Sheep entstand 1974 außerdem bereits You've Got to Be Crazy, der Vorläufer zu Dogs. Die Dogs repräsentieren menschliche Rücksichtslosigkeit, die außerhalb aller moralischen Bedenken, in gerissener Manier machtgierige Interessen und maximales Gewinnstreben verfolgt.
Auf die Idee, den Titel Raving and Drooling zu nennen, kam Roger Waters, als er ein Stück des ehemaligen Popsängers und DJs, Jimmy Young im BBC anhörte, welches künstlerisch zerlegt und danach wahllos wieder zusammengesetzt worden war. Diese Version einer Darbietung erachtete Waters als Beitrag zur Darstellung des Zuges von Wahnsinn, wodurch der Titel Raving and Drooling seine inhaltliche Animation erfuhr. Zu diesem Zeitpunkt unterschied sich der Liedtext noch deutlich von dem von Sheep im beschriebenen Sinne. Ursprünglich war Raving and Drooling ein Jam-Song, der Freiraum für künstlerische Experimente bot. Während das Hauptmotiv stets beibehalten wurde, wurden Gesangspartien von Roger Waters am Ende einer Zeile oder Strophe in gleichlautende Noten am Synthesizer transformiert und verändert fortgeführt, was seiner Stimme mehr Kraft verleiht. Mittels eines Vocoders, einem elektronischen Filter, wurden in den Mittelteilen des Songs die Klangeigenschaften der menschlichen Stimme analysiert und ihr ein anderer Klang aufgeprägt. Dies wird deutlich in dem ab Minute 6:27 einsetzenden Schmähruf auf den Psalm 23: The Lord is my shepherd, I shall not want... He maketh me to hang on hooks in high places. He converteth me to lamb cutlets…. „Der Herr ist mein Hirte“ pervertiert dahin, dass dieser „Herr“ seine Lämmer tatsächlich zur Schlachtbank führt, wohin diese in Ansehung ihres bevorstehenden Endes geradezu hindrängeln. Bis zur Unkenntlichkeit verstellt, scheppert Waters automatisierte Stimme bis zur Minute 7:08.
Sowohl You've Got to Be Crazy als auch Raving and Drooling waren ursprünglich für das zukünftige Album Wish You Were Here vorgesehen, an dessen Werk sich die Band mit Beendigung der Konzertreise 1974 setzen wollte.
Als Dogs und Sheep gelangten die Titel aber erst 1977 auf Animals. Im November 2011 gingen sie in die Experience and Immersion-Versionen von Wish You Were Here, aufgenommen 1974 in Wembley, ein.

## Sonstiges
- Großteile des Albums Animals – nebst dem Song Sheep – wurde 1976 in den Britannia Row Studios in Islington, London produziert.[10][11] Dieses Studio hatte Pink Floyd in eine umfunktionierte Kirche integriert, die vormals bereits als Lagerstätte des Equipments der Band gedient hatte und deren Büro sowie Proberäume beherbergte. Nachdem etliches Ungeziefer entfernt worden war, das bei den Aufnahmen zur Animals noch gestört hatte, fand die Band für die Zukunft exzellente Aufnahmebedingungen in diesem Studio vor.[12][13]

- Der Titel Sheep, wie das gesamte Album Animals, wird als Antwort auf die Punkbewegung verstanden,[14] die sich aus der Mitte der krisengebeutelten britischen Gesellschaft, die mangelhaften Halt im Schulsystem spürte und ebenso mangelhafte Berufsaussichten wahrnahm und sich zudem mit einer handfesten Wirtschaftskrise konfrontiert sah, entwickelt hatte und auch bei Pink Floyd zu einem raueren musikalischen Duktus geführt hatte.[15] Zudem waren Pink Floyd zur Zielscheibe der Punkmusiker geworden, die Pink Floyd als Establishment brandmarkten, wie beispielsweise Johnny Rotten, der ein Pink Floyd T-Shirt mit der in Tinte verewigten Aufschrift, „I hate“ trug.[16]

- Bei Live-Auftritten 1977 verstärkte der Bluesrock-Gitarrist Snowy White die Band. Er spielte E-Bass und übernahm Parts von David Gilmour. Mit Ausnahme des Umstandes, dass Richard Wright bei Live-Versionen ein Orgel-Solo hatte, ähnelten sich die Studio- und Live-Versionen sehr.

- Der bekannte Kolumnist des Guardian, Ian Peel, attestierte Sheep bezüglich der Bassline und Soundeffekte große Ähnlichkeit zur Titelmelodie der britischen Science-Fiction-Fernsehserie Doctor Who.[17]

## Personelle Besetzung
- Roger Waters – Gesang, Rhythmusgitarre, Tape-Recording, Vocoder und elektronische Effekte
- David Gilmour – Leadgitarre, E-Bass, ARP Quadra Synthesizer, Laufzeitverzögerungen
- Richard Wright – Fender Rhodes Piano, Hammond-Orgel, ARP Solina String Ensemble, Moog Minimoog
- Nick Mason – Schlagzeug, Tape-Effekte